# Малхасян, Мартин Юрьевич
Мартин Юрьевич Малхасян (род. 22 ноября 1974, Кушчу Азербайджанская ССР) — армянский и российский боец смешанных боевых искусств. Мастер спорта по греко-римской борьбе. Представитель армянской национальной борьбы кох. Чемпион мира Mix Fight M-1 (1999, 2000), чемпион мира по вале-тудо, чемпион мира по боевому самбо. Тренер анапского клуба смешанных единоборств «Легион».

## Биография
Мартин Малхасян родился в селе Кушчу Азербайджанской ССР. В 1988 году его семья в связи с обострением армяно-азербайджанского конфликта бежала в Армению. С раннего возраста начал заниматься армянской национальной борьбой кох, помимо этого, занимался греко-римской борьбой, в которой стал мастером спорта. В 1997 году вступил в анапский клуб смешанных единоборств «Легион», где начал тренироваться под руководством Андраника Ашугяна, в том же году победил в «Кубке Чёрного моря».

### IAFC-Pankration Russian Open Cup 1998
Дебютный бой на большом ринге состоялся на открытом кубке России по панкратиону. Соперником Мартина Малхасяна был Олег Чемодуров, адепт джиу-джитсу из Харькова, победитель чемпионата Европы-98 по панкратиону. Победив украинца техническим нокаутом, Малхасян вышел в полуфинал, где одержал убедительную победу над москвичом Сергеем Акининым. В финале армянскому бойцу предстояло сразиться с Борисом Почепом. Заключительный бой получился тяжёлым, в течение десяти минут инициатива переходила от одного соперника к другому. На 12-й минуте у Мартина Малхасяна не выдержали нервы, и, как результат, он был дисквалифицирован.

### M-1 MFC World Championship 1999
В апреле 1999 года Мартин Малхасян в Санкт-Петербурге принял участие в чемпионате мира по миксфайту, проходящему по правилам MMA. В первом бою техническим нокаутом был повержен голландец Андре Тете. Второй бой также завершился досрочно: Малхасян на 58 секунде 1-го раунда удушающим приёмом заставил проиграть,потеряв сознание Вячеслава Дацика. В финале армянского спортсмена ждал Алексей Ситников, победив которого удушающим приёмом, Малхасян стал чемпионом мира.

### M-1 MFC World Championship 2000
11 ноября 2000 года также в Санкт-Петербурге проходил чемпионат мира M-1. Мартин Малхасян в первом своём бою на турнире победил удушающим приёмом (треугольник) голландца Патрика Де Витте. Во второй схватке Малхасян оказался сильнее Олега Цыгольника, применив свой излюбленный удушающий приём. В финале, в схватке за звание чемпиона мира, был повержен Сергей Казановский, бой с которым, так же, как и с предыдущими соперниками, Малхасян завершил досрочно болевым приёмом (рычаг локтя).

### M-1 MFC Heavyweight GP
4 декабря 2004 года в Москве во дворце спорта «Лужники» прошёл мировой чемпионат по смешанным боям М-1 среди тяжеловесов, организованный Лигой «Mix Fight M-1» и получивший название «Стальной кулак». В рамках турнира прошли рейтинговые бои, четыре супербоя, а также был разыгран Гран-при в восьмёрке. В последнем принял участие Мартин Малхасян. Первым соперником армянского спортсмена стал бразилец Карлос Баррето, которого Малхасян победил единогласным решением судей. Победу во втором бое, над Рамазаном Ахадуллаевым, Малхасян добился удушающим приёмом сзади. В финале за чемпионский пояс «Mix Fight М-1» Мартин Малхасян встретился с Ибрагимом Магомедовым, которому проиграл единогласным решением судей.

## Статистика
| Боёв 34  | Побед 25 | Поражений 8 |
| -------- | -------- | ----------- |
| Нокаутом | 4        | 4           |
| Сдачей   | 18       | 0           |
| Решением | 2        | 3           |
| Другие   | 1        | 1           |
| Ничьи    | 1        | 1           |

| Результат | Рекорд | Соперник                 | Способ                                 | Турнир                                 | Дата             | Раунд | Время | Место                   | Примечание                                                                                       |
| --------- | ------ | ------------------------ | -------------------------------------- | -------------------------------------- | ---------------- | ----- | ----- | ----------------------- | ------------------------------------------------------------------------------------------------ |
| Победа    | 25-8-1 | Пшемыслав Салета         | Удушающий приём (удушение сзади)       | KSW 7                                  | 2 июня 2007      | 1     | 2:43  | Варшава, Польша         |                                                                                                  |
| Победа    | 24-8-1 | Денис Соболев            | Удушающий приём (удушение сзади)       | Bushido: ZST Armenia                   | 15 мая 2007      | 0     | 0:00  | Ереван, Армения         |                                                                                                  |
| Поражение | 23-8-1 | Майкл Пэтт               | Раздельное решение                     | Bodog Fight: USA vs. Russia            | 2 декабря 2006   | 3     | 5:00  | Ванкувер, Канада        |                                                                                                  |
| Победа    | 23-7-1 | Валдас Поцевичюс         | Единогласное решение                   | KSW 6                                  | 14 октября 2006  | 2     | 5:00  | Варшава, Польша         |                                                                                                  |
| Поражение | 22-7-1 | Йордан Радев             | Единогласное решение                   | KSW 5                                  | 3 июня 2006      | 2     | 5:00  | Варшава, Польша         |                                                                                                  |
| Победа    | 22-6-1 | Ислам Дадалов            | Болевой приём (рычаг локтя)            | CR: Pankration Cup                     | 1 июня 2006      | 0     | 0:00  | Москва, Россия          |                                                                                                  |
| Победа    | 21-6-1 | Питер Малдер             | Удушающий приём (удушение сзади)       | M-1 MFC: Russia vs. Europe             | 8 апреля 2006    | 1     | 2:28  | Санкт-Петербург, Россия |                                                                                                  |
| Поражение | 20-6-1 | Ибрагим Магомедов        | Единогласное решение                   | M-1 MFC: Heavyweight GP                | 4 декабря 2004   | 3     | 5:00  | Москва, Россия          | Финал гран-при чемпионата мира по смешанным боям M-1 в тяжёлом весе.                             |
| Победа    | 20-5-1 | Рамазан Ахадуллаев       | Удушающий приём (удушение сзади)       | M-1 MFC: Heavyweight GP                | 4 декабря 2004   | 1     | 4:45  | Москва, Россия          | Полуфинал гран-при чемпионата мира по смешанным боям M-1 в тяжёлом весе.                         |
| Победа    | 19-5-1 | Карлус Баретту           | Единогласное решение                   | M-1 MFC: Heavyweight GP                | 4 декабря 2004   | 2     | 5:00  | Москва, Россия          | Четвертьфинал гран-при чемпионата мира по смешанным боям M-1 в тяжёлом весе.                     |
| Победа    | 18-5-1 | Ислам Дадалов            | Технический нокаут                     | IAFC: Stage of Russia Cup 3            | 19 февраля 2004  | 1     | 0:00  | Омск, Россия            |                                                                                                  |
| Победа    | 17-5-1 | Игорь Комисаров          | Болевой приём (рычаг локтя)            | M-1 MFC: Russia vs. the World 6        | 10 октября 2003  | 1     | 1:15  | Москва, Россия          |                                                                                                  |
| Победа    | 16-5-1 | Брайан Вандеруолл        | Удушающий приём                        | WAFC: Russia vs. USA                   | 11 мая 2003      | 1     | 0:00  | Москва, Россия          |                                                                                                  |
| Победа    | 15-5-1 | Эркка Шалстром           | Удушающий приём (удушение сзади)       | M-1 MFC: Russia vs. the World 4        | 15 ноября 2002   | 1     | 0:51  | Санкт-Петербург, Россия |                                                                                                  |
| Победа    | 14-5-1 | Родни Гландер            | Болевой приём (рычаг колена)           | M-1 MFC: Russia vs. the World 3        | 26 апреля 2002   | 1     | 3:34  | Санкт-Петербург, Россия |                                                                                                  |
| Поражение | 13-5-1 | Боб Схрейбер             | Технический нокаут (удары)             | M-1 MFC: Russia vs. the World 2        | 11 ноября 2001   | 1     | 8:40  | Санкт-Петербург, Россия |                                                                                                  |
| Поражение | 13-4-1 | Боб Схрейбер             | Технический нокаут (остановка углом)   | 2H2H 3: Hotter Than Hot                | 7 октября 2001   | 1     | 6:48  | Роттердам, Нидерланды   |                                                                                                  |
| Победа    | 13-3-1 | Сергей Казновский        | Болевой приём (рычаг локтя)            | M-1 MFC: World Championship 2000       | 11 ноября 2000   | 0     | 0:00  | Санкт-Петербург, Россия | Финал M-1 MFC: World Championship 2000. Завоевал титул чемпиона мира по миксфайту по версии M-1. |
| Победа    | 12-3-1 | Олег Цыгольник           | Удушающий приём                        | M-1 MFC: World Championship 2000       | 11 ноября 2000   | 0     | 0:00  | Санкт-Петербург, Россия | Полуфинал M-1 MFC: World Championship 2000.                                                      |
| Победа    | 11-3-1 | Патрик Де Витте          | Удушающий приём (треугольник)          | M-1 MFC: World Championship 2000       | 11 ноября 2000   | 0     | 0:00  | Санкт-Петербург, Россия | Четвертьфинал M-1 MFC: World Championship 2000.                                                  |
| Ничья     | 10-3-1 | Станислав Нущик          | Ничья                                  | M-1 MFC: CIS Cup 2000 Final            | 11 сентября 2000 | 3     | 5:00  | Сочи, Россия            |                                                                                                  |
| Победа    | 10-3   | Сидней Гонсалвеш Фреитас | Удушающий приём (удушение предплечьем) | WVC 11                                 | 27 мая 2000      | 1     | 1:43  | Ресифи, Бразилия        |                                                                                                  |
| Поражение | 9-3    | Тод Медина               | Технический нокаут (удары)             | M-1 MFC: European Championship         | 9 апреля 2000    | 1     | 5:46  | Санкт-Петербург, Россия |                                                                                                  |
| Победа    | 9-2    | Андрей Богданов          | Сдача                                  | Pankration Cup of North Caucasus       | 5 марта 2000     | 0     | 0:00  | Ростов, Россия          |                                                                                                  |
| Поражение | 8-2    | Каримула Баркалаев       | Технический нокаут (удары)             | Brilliant 1: Kiev’s Brilliant          | 16 декабря 1999  | 1     | 0:00  | Киев, Украина           |                                                                                                  |
| Победа    | 8-1    | Руслан Керселян          | Удушающий приём (удушение сзади)       | Brilliant 1: Kiev’s Brilliant          | 16 декабря 1999  | 1     | 0:00  | Киев, Украина           |                                                                                                  |
| Победа    | 7-1    | Ашхат Горбаков           | Удушающий приём (удушение сзади)       | Brilliant 1: Kiev’s Brilliant          | 16 декабря 1999  | 1     | 0:00  | Киев, Украина           |                                                                                                  |
| Победа    | 6-1    | Василий Кудин            | Удушающий приём (удушение сзади)       | IAFC: Pankration World Championship    | 1 мая 1999       | 1     | 1:51  | Москва, Россия          |                                                                                                  |
| Победа    | 5-1    | Алексей Ситников         | Удушающий приём (удушение сзади)       | M-1 MFC: World Championship 1999       | 9 апреля 1999    | 1     | 5:19  | Санкт-Петербург, Россия | Финал M-1 MFC: World Championship 1999. Завоевал титул чемпиона мира по миксфайту по версии M-1. |
| Победа    | 4-1    | Вячеслав Дацик           | Удушающий приём (удушение сзади)       | M-1 MFC: World Championship 1999       | 9 апреля 1999    | 1     | 0:58  | Санкт-Петербург, Россия | Полуфинал M-1 MFC: World Championship 1999.                                                      |
| Победа    | 3-1    | Андре Тете               | Технический нокаут (удары)             | M-1 MFC: World Championship 1999       | 9 апреля 1999    | 1     | 0:34  | Санкт-Петербург, Россия | Четвертьфинал M-1 MFC: World Championship 1999.                                                  |
| Поражение | 2-1    | Борис Почеп              | Дисквалификация                        | IAFC: Pankration Russian Open Cup 1998 | 30 июля 1998     | 0     | 0:00  | Краснодар, Россия       | Финал Pankration Russian Open Cup 1998.                                                          |
| Победа    | 2-0    | Сергей Акинин            | Нокаут                                 | IAFC: Pankration Russian Open Cup 1998 | 30 июля 1998     | 1     | 0:32  | Краснодар, Россия       | Полуфинал Pankration Russian Open Cup 1998.                                                      |
| Победа    | 1-0    | Олег Чемодуров           | Технический нокаут                     | IAFC: Pankration Russian Open Cup 1998 | 30 июля 1998     | 0     | 0:00  | Краснодар, Россия       | Четвертьфинал Pankration Russian Open Cup 1998.                                                  |